# 몰타 공방전 (1565년)
몰타 공방전(몰타어: Assedju ta' Malta)은 1565년 몰타 섬에서 오스만 제국 군대와 몰타 기사단(구호기사단) 사이에 일어난 공방전이다. 오스만에 의한 포위 공격은 5월 18일에 시작되었으며 약 4개월만인 9월 11일에 오스만 군대가 퇴각하여 종료되었고 몰타 기사단은 방어에 성공하였다.
볼테르가 "몰타 공방전 다음으로 널리 알려진 사건은 없다."라고 평가했을 정도로 16세기 유럽에서 가장 유명한 사건 가운데 하나로 여겨진다. 1560년 제르바 섬 해전에서 오스만 제국에 대패한 유럽은 이 전투에서 승리하면서 오스만 제국 군대의 불패 신화를 깨뜨렸다. 또한 1571년 레판토 해전에서도 승리하면서 지중해내 제해권 다툼에서 우위를 점하게 되었다.

## 전투 이전

#### 몰타 기사단
1522년 오스만 제국 군대가 로도스 기사단의 근거지인 로도스 섬을 침공하였다. 기사단은 6개월간 이어진 오스만의 포위전을 잘 버텨내기는 했으나 결국에 로도스 섬을 오스만에게 넘겨주고 퇴각하였다. 이후 이들은 근거지를 마련하지 못하고 여러 곳을 전전하였다.
1530년 신성 로마 제국의 카를 5세 황제가 몰타섬과 고조섬을 무상으로 기사단에게 증여하였다. 10월 26일 기사단이 몰타섬에 상륙하여 접수한후 섬을 요새화하며 근거지로 삼았다. 이로 인해 기사단의 명칭이 몰타 기사단으로 변경되었다. 섬을 기증받는 조건으로 몇가지 임무를 부여 받았는데, 카를 5세는 매년 한마리의 매를 시칠리아의 부왕에게 바칠 것, 수호성인의 축일에 장엄한 미사를 개최할 것, 북아프리카 연안에 위치한 스페인령 트리폴리를 방어할 것을 몰타 기사단 측에게 요구했다. 또한 몰타 기사단의 주요 임무중 하나는 북아프리카 연안을 근거지로 하여 활동하는 바르바리 해적 소탕과 활동 저지였다.

#### 몰타섬의 가치
지중해 동서간 항해는 유럽과 북아프리카를 연결하는 남북간 항해 만큼 빈번하지는 않았다. 그러나 몰타섬은 지중해 동서 구분의 경계해역이라 할 수 있는 시칠리아와 튀니지 사이에 위치해있었기 때문에 교통과 전략상 요충지에 속했다. 오스만의 지원을 받으면서 오스만의 영향하에 있던 북아프리카 바리바르 해적들이 지중해 서부 지역에 대한 해적행위를 함에 있어서도 몰타섬의 주변 해역은 전략적으로 중요한 항로에 속했다.
그런데 몰타 기사단이 몰타섬을 근거지로 삼은후 비-기독교 선박에 대해 무차별적으로 습격하고 약탈을 자행하며 해적 소탕 작전까지 펼쳤다. 이로 인해 바리바르 해적들은 활동이 크게 위축 되었다. 또한 동 지중해를 사실상 장악하고 있었던 오스만에게 지중해의 서부 진출을 가로막는 존재는 몰타섬을 근거지로 하여 활동하는 몰타 기사단이었다. 지중해 서진을 꾀하던 오스만은 몰타섬을 정복해야만 했다.

#### 제르바 섬 해전
1559년 이후에는 바르바리 해적이 스페인 연안을 습격하면서 기독교 세력을 결집하게 된다. 스페인의 펠리페 2세 국왕은 트리폴리에서 해적을 축출시키기 위해 대규모 해군 원정을 결의했고 몰타 기사단도 참전하여 스페인을 지원하였다. 그렇지만 스페인 원정은 1560년 5월 튀니지 제르바 섬에서 일어난 제르바 섬 해전에서 오스만 제국 해군 함대에게 패배하고 만다.

## 전투 준비
스페인 해군이 제르바에서 대패하면서 오스만 제국의 몰타 침공 가능성이 높아졌다. 1560년 8월 몰타 기사단 총장을 역임하고 있던 장 파리조 드 라 발레트는 몰타 기사단원들의 몰타 귀환과 전투 준비를 명령했다. 몰타 기사단은 한때 후계자 문제로 흔들리기도 했지만 오스만 제국 진영은 어떠한 행동을 하지 않았다. 이는 몰타 기사단과 스페인에게 군대를 재건할 시간을 준 셈이었다.
전력을 강화한 몰타 기사단은 이슬람 선박 약탈을 재개했는데, 1564년에는 몰타 기사단에서 가장 악명높은 뱃사람이었던 마튀랭 로메가스(Mathurin Romegas)가 오스만 제국의 대규모 상선을 나포하는 일이 벌어졌다. 로메가스가 약탈했던 상선 중에는 후궁의 환관이 소유했던 선박이 포함되어 있었는데 로메가스는 카이로 총독, 알렉산드리아 총독, 쉴레이만 1세 술탄의 딸의 유모와 같은 오스만 제국의 고위층 인사들을 생포했다.
1565년에는 오스만 제국의 이스탄불에 잠입한 장 드 발레트의 간첩들이 오스만 제국의 침공이 임박했음을 알렸다. 장 드 발레트는 이탈리아에서 병력을 소집하고 물자를 비축했다. 또한 산탕글루 요새(Sant'Anġlu), 산미키엘 요새(San Mikiel), 산티에르무 요새(Sant'Iermu)의 정비를 완료했다.

## 군대
1565년 3월 하순 오스만 제국의 함대가 이스탄불에서 출격했다. 몰타 기사단 소속 역사가인 자코모 보시오(Giacomo Bosio)는 오스만 제국의 함대가 갤리선 131척, 소형 갤리선 7척, 대형 갤리선 4척, 기타 수송선을 포함해서 총 193척으로 구성되어 있었다고 기록했다.
이탈리아계 스페인인 용병이었던 프란시스코 발비 디 코레조(Francisco Balbi di Correggio)가 집필한 일기를 통해 오스만 제국, 몰타 기사단의 군대 구성이 알려졌다.
| \| 몰타 기사단 \| 오스만 제국 군대 \| \| ------------------------------------------ \| ------------------------------------------------------------------ \| \| 몰타 기사단원 500명 \| 기병대(스파히) 8,000명 \| \| 스페인 출신 병사 400명 \| 예니체리 6,000명 \| \| 이탈리아 출신 병사 800명 \| 발칸반도, 아프리카, 아나톨리아 출신 병사 20,000명 \| \| 갤리선에 탑승한 병사 500명 \| 시리아, 이라크 출신 병사 4,000명 \| \| 그리스, 시칠리아 출신 병사 200명 \| 영주 지원병 3,000명 \| \| 산티에르무 요새 수비대 100명 \| 농민 병사 5,000명 \| \| 기사의 하인 100명 \| 루마니아 근위병 1,200명 \| \| 갤리선의 노잡이로 나섰던 무슬림 노예 500명 \| 트리폴리, 알제 출신 증원 부대 \| \| 몰타섬 주민 중에서 동원된 지원병 3,000명 \| 카라마니아(Caramania) 기사단, 미틸리니 출신 병사, 에비아 기사단 등 \| \| 합계: 6,100명 \| 합계: 48,000명 \| |                                                                    |
| 몰타 기사단 | 오스만 제국 군대                                                   |
| 몰타 기사단원 500명 | 기병대(스파히) 8,000명                                             |
| 스페인 출신 병사 400명 | 예니체리 6,000명                                                   |
| 이탈리아 출신 병사 800명 | 발칸반도, 아프리카, 아나톨리아 출신 병사 20,000명                  |
| 갤리선에 탑승한 병사 500명 | 시리아, 이라크 출신 병사 4,000명                                   |
| 그리스, 시칠리아 출신 병사 200명 | 영주 지원병 3,000명                                                |
| 산티에르무 요새 수비대 100명 | 농민 병사 5,000명                                                  |
| 기사의 하인 100명 | 루마니아 근위병 1,200명                                            |
| 갤리선의 노잡이로 나섰던 무슬림 노예 500명 | 트리폴리, 알제 출신 증원 부대                                      |
| 몰타섬 주민 중에서 동원된 지원병 3,000명 | 카라마니아(Caramania) 기사단, 미틸리니 출신 병사, 에비아 기사단 등 |
| 합계: 6,100명 | 합계: 48,000명                                                     |

## 공방전
5월 18일 새벽 무렵에 오스만 제국의 해군 함대가 몰타 근해에 상륙했다. 전투가 시작되기에 앞서 몰타 기사단은 노예나 도주 우려가 있는 사람들을 가차 없이 투옥시키고 전투에 쓸데 없는 것들을 궁전 밖으로 몰아냈다. 한편 전투에 견딜 수 있다고 판단된 사람은 재산과 가축을 데리고 내륙 지대에 있는 요새로 대피시켰다. 또한 수확하지 못한 농작물을 파기했다.
몰타에 상륙한 오스만 제국 군대는 성 엘모 요새 공략에 나섰다. 몰타 기사단은 시칠리아에서 온 지원군이 오기 전까지 오스만 제국 군대의 공격을 지체하려는 전략을 구사하기 위해 기사 100명, 병사 500명을 배치했다. 한달후 트리폴리 총독 드라구트(Dragut)가 성 엘모 공격에 가세하였고 6월 23일 오스만 제국 군대는 요새함락에 성공하였다. 요새를 점령은 했지만 오스만 군의 피해도 컸다. 6,000명이 희생되었고 드라구트도 대포 파편에 맞아 사망하였다.
7월 15일 오스만 제국의 무스타파 파샤는 셍글레아 공격을 지시했다. 그랜드하버(Grand Harbour)를 가로지르는 100척의 작은 선박들이 산미키엘 요새를 공격했고 무스타파 파샤가 이끄는 군대는 산미키엘 곶에 대한 공격을 계획했다. 한편 오스만 제국 군대의 탈주자가 오스만 제국의 셍글레아 공격 계획을 폭로하면서 몰타 기사단은 성곽을 복구했다.
오스만 제국은 65대의 공성용 대포를 동원하여 당시 몰타의 수도였던 므디나에 포격을 가했다. 8월 7일에는 산미키엘 요새와 비르구에 대한 공격을 명령했고 8월 19일부터 8월 21일 사이에는 므디나에 대한 총공격을 준비했다. 몰타 기사단은 원로회의를 통해 산탕글루 요새로 퇴각할 것을 지시했지만 기사단 소속 장군은 이를 거부했다.
9월 초반 오스만 제국의 쉴레이만 1세 술탄은 증원을 명령하고 시간이 부족하면 겨울을 넘긴다는 계획을 세웠다. 쉴레이만 1세의 군대는 시가전에 돌입하게 되었다. 9월 7일 시칠리아의 가르시아 부왕은 약 8,000명의 지원군을 이끌고 몰타에 상륙했다. 9월 8일에는 오스만 제국 군대가 대포를 선박에 싣고 몰타에서 철수하기 시작했다. 9월 11일에는 몰타 기사단이 오스만 제국 군대의 야전 병원을 습격하면서 오스만 제국 군인들을 학살했다.

## 같이 보기
- 제르바섬 해전
- 레판토 해전
- 프레베자 해전